# Gordon G. Chang
Gordon Guthrie Chang (chinois simplifié : 章家敦 ; pinyin : Zhāng Jiādūn), né le 5 juillet 1951 à Long Branch, dans le New Jersey, est un juriste, journaliste et auteur américain d'origine chinoise. 
Il est connu mondialement pour la non réalisation de sa prédiction en 2001 d'un effondrement du système financier de la Chine et de son gouvernement communiste au plus tôt en 2006, au plus tard en 2011 puis à nouveau en 2012,.

## Biographie

### Origines
La famille de Gordon G. Chang est originaire de la petite ville de Rugao, dans la province du Jiangsu, en Chine continentale,. Son père quitta la Chine en 1944 et émigra aux États-Unis.

### Formation
Gordon Chang fait ses études secondaires à la Columbia High School (en), à Maplewood dans le New Jersey, où il est délégué de classe en dernière année.
Il sort diplômé en 1973 de l'université Cornell, où il était membre de la société Quill and Dagger (en), et en 1976 de la Cornell Law School (en) à Ithaca, dans l'État de New York.

### Juriste
Pendant au moins deux décennies, il vit et travaille en Chine, à Hong Kong comme associé dans le cabinet international Baker & McKenzie, puis à Shanghai comme avocat du cabinet américain Paul, Weiss, Rifkind, Wharton & Garrison (en),.

### Journaliste et pronostiqueur
Gordon Chang est chroniqueur attitré de la revue américaine Forbes. Ses articles sont aussi publiés dans The New York Times, The Wall Street Journal, International New York Times, Commentary, Weekly Standard, National Review et Barron's.
Le 21 mai 2016, dans un article paru sur le site The Nationalist Interest, Gordon Chang prédit la survenue d'une révolution en Chine.

## Accueil critique

### L'effondrement imminent de la Chine(2001)
Gordon Chang est connu dans le monde entier pour son livre L'effondrement imminent de la Chine (2001),, dans lequel il affirmait que les prêts improductifs cachés des Big Four, les quatre grandes banques d'État chinoises, allaient probablement faire s'effondrer le système financier de la Chine et son gouvernement communiste au plus tôt en 2006, au plus tard en 2011. Le 29 décembre 2011, il fixait à sa prédiction une nouvelle date imminente : 2012,. Se penchant sur cette prédiction récurrente, le futurologue Brian Wang a l'impression que l'auteur part du principe que la Chine doit s'effondrer et qu'ensuite il s'efforce de trouver les raisons possibles d'un tel effondrement dans les aspects qu'il n'aime pas de la Chine actuelle. 
Pour le professeur John Ross, s'exprimant dans Beijing Review en 2012, le fait que Forbes continue, malgré tout, à employer Gordon Chang comme « expert de la Chine », donne une idée de la partialité bien peu scientifique de son employeur.
En 2016, Peter Navarro avance que Gordon Chang, pour sa défense, ne pouvait pas prévoir l’erreur colossale du président Bill Clinton et du Congrès républicain qui ouvrirent une voie mercantile à la Chine quand elle entra dans l'OMC de façon effective le 11 décembre 2001, cinq mois après la publication de son livre. Peter Navarro se demande cependant si l'effondrement imminent de la Chine ne sera pas la revanche de Gordon Chang.

### Nuclear Showdown: North Korea Takes On the World(2006)
Pour le journaliste américain Joseph Kahn, l'ouvrage Nuclear Showdown: North Korea Takes On the World (2006) de Gordon Chang montre comment les États-Unis, la Chine et la Corée du Sud ont permis à la Corée du Nord, « une nation rebelle qui savait à peine fabriquer des vélos », de devenir une puissance nucléaire, une crise qui a germé dans les années 1950, pris racine pendant la guerre froide et culminé dans les années 1990.

### Fateful Ties: A History of America’s Preoccupation with China(2014)
Pour Eva Shan Chou, professeur à l'université de New York, Gordon Chang – qu'elle qualifie d'« historien » avec la publication de son livre Fateful Ties: A History of America’s Preoccupation with China (2014) – aborde les idées préconçues sur la Chine ayant pu conduire à des actions et des politiques de grande portée par les États-Unis, mais aussi l'histoire des interactions américano-chinoises.

## Publications

### Livres
- The Coming Collapse of China (en), Random House, 26 éditions de 2001 à 2013 en 5 langues  (ISBN 1407071424 et 9781407071428)
- Nuclear Showdown: North Korea Takes On the World, Random House, 2009  (ISBN 1409064395 et 9781409064398)
- Fateful Ties: A History of America’s Preoccupation with China, Harvard University Press, 2015  (ISBN 9780674050396)